# Ninja Gaiden 3: Razor’s Edge
Ninja Gaiden 3: Razor’s Edge — это видеоигра в жанре hack and slash, разработанная компанией Team Ninja. Является расширенной версией игры Ninja Gaiden 3, включающая в себя весь загружаемый контент из оригинала, а также дополнительные улучшения. Впервые она вышла для Wii U в ноябре 2012 года, а в апреле 2013 года была выпущена для PlayStation 3 и Xbox 360. Эта версия игры позже была выпущена в составе сборника Ninja Gaiden: Master Collection 10 июня 2021 года на платформы PlayStation 4, Xbox One, Nintendo Switch и ПК под управлением Windows.

## Сюжет
Сюжет полностью идентичен оригинальной версии, за исключением двух добавленных глав за куноити Аянэ. В них, Аянэ, вместе с ЦРУ, расследует внезапное возвращение клана «Чёрный Паук» из второй части серии.

## Игровой процесс
По сравнению с оригинальной версии, игра претерпела множество изменений. Теперь игроки могут использовать сенсорный экран Wii U GamePad для выбора различных видов оружия и Нинпо, просмотра дополнительной информации об игре и т. д. Вернулось расчленение из Ninja Gaiden II, а также появился дополнительный режим с управлением с помощью сенсорного экрана, аналогичный управлению в игре Dragon Sword. Многие элементы геймплея из Ninja Gaiden II были заимствованы и реализованы в Razor’s Edge, в то время как некоторые элементы из оригинальной версии были убраны или полностью переделаны: например, режим Steel on Bone стал контр-цепью атак и больше не требует спама кнопок, а подъём на кунаях стал намного быстрее и проще.
В то время, как в оригинале было всего одно оружие, в Razor’s Edge вернули некоторые оружия из второй части, а именно — посох, кусаригаму, двойные катаны, косу и сюко (ранее, два последних оружия были доступны исключительно как загружаемый контент в оригинальной версии). Из других нововведений в игре присутствует улучшенный искусственный интеллект, а также новые типы врагов, новые зоны боя и различные костюмы. Вернулся счётчик кармы из предыдущих игр, теперь с расширенными возможностями и бонусами. Появилось меню прокачки, позволяющее тратить очки кармы на улучшение оружия, заклинаний Нинпо и характеристик персонажа, таких как длина полоски здоровья и специальные приёмы.
В эту версию были добавлены три женских персонажей. Одна из них, Аянэ, обладает собственным набором приёмов, аналогичным тем, что были в Ninja Gaiden Sigma 2. Также, для неё было создано две новых главы в сюжетном режиме. Новый режим Chapter Challenge позволяет игроку управлять Аянэ, а также ещё двумя персонажами, Касуми и Момидзи, в любой главе игры.

## Анонс и выпуск
Игра была анонсирована на выставке E3 2011 в качестве игры стартовой линейки для Wii U. За пределами Японии Razor’s Edge была издана Nintendo. Это третья игра компании, получившая рейтинг M по версии ESRB, после Eternal Darkness: Sanity’s Requiem и Geist. Это первая игра, получившая классификацию R18+ в Австралии после введения этого рейтинга в стране. Касуми из серии Dead or Alive и Момидзи были добавлены в качестве играбельных персонажей. 6 февраля 2013 года Koei Tecmo Europe объявила о том, что игра также будет выпущена для PlayStation 3 и Xbox 360.

## Оценки и мнения
| Сводный рейтинг       | Сводный рейтинг                        |
| Агрегатор             | Оценка                                 |
| --------------------- | -------------------------------------- |
| GameRankings          | Wii U: 69,48 % PS3: 68,41 %            |
| Metacritic            | Wii U: 69/100 PS3: 67/100 X360: 70/100 |
| Иноязычные издания    |                                        |
| Издание               | Оценка                                 |
| Destructoid           | Wii U: 5,5/10                          |
| Eurogamer             | Wii U: 6/10                            |
| GameRevolution        | Wii U: 4,0/5 PS3/X360: 4,0/5           |
| GameSpot              | Wii U: 6,0/10                          |
| GamesRadar+           | Wii U: 2,5/5                           |
| IGN                   | Wii U: 7,6/10                          |
| ONM                   | Wii U: 75 %                            |
| OXM                   | X360: 8,0/10                           |
| VideoGamer            | Wii U: 6/10                            |
| Русскоязычные издания |                                        |
| Издание               | Оценка                                 |
| GameMAG.ru            | Wii U: 7/10                            |

Razor’s Edge получила больше положительных отзывов, чем её оригинальная версия, но тем не менее они все были в основном смешанными. Многие журналисты отмечали, что это именно та версия, которая должна была выйти в первую очередь, а не то, что было в оригинале.